# Vepric
Vepric é um Santuário Mariano da Croácia. Encontra-se no Condado de Split-Dalmácia, precisamente a poucos quilómetros ao Nort-oeste da cidade de Makarska a em os pés das Montanhas Biokovo. Ele é um dos mais visitados e os santuários marianos mais populares em Dalmácia. Foi ordenado pelo Arcebispo de Split-Makarska Juraj Carić, sobre o modelo do Santuário de Lourdes, e por sua vontade, o bispo mesmo a sua morte veio enterrado no santuário.

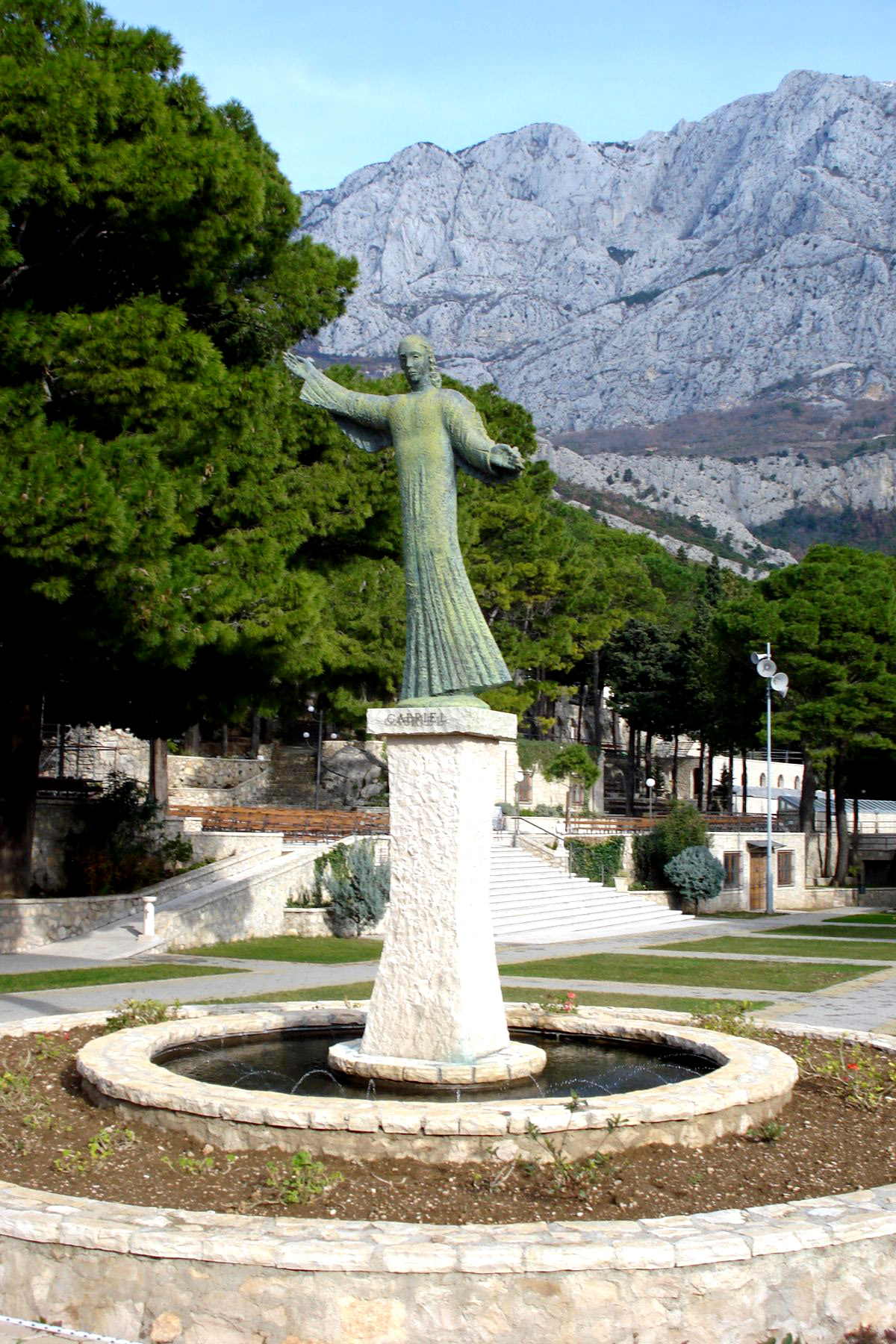
Estátua do Arcanjo Gabriel no Vepric